# Heale Peak
Der Heale Peak ist ein 1340 m hoher Berg in der antarktischen Ross Dependency. In der Surveyors Range ragt er 3 km nördlich des Adams Peak an der Ostflanke des Starshot-Gletschers auf.
Teilnehmer der von 1960 bis 1961 durchgeführten Kampagne im Rahmen der New Zealand Geological Survey Antarctic Expedition benannten ihn nach dem neuseeländischen Geodäten Theophilus Heale (1816–1885), einem frühen Vertreter der Triangulationsmessung (1868).